# La plus que lente
La plus que lente, L. 121 (franskt uttal: [laplyskəˈlɑ̃t], "Mer än långsamt") är en pianovals som komponerades av Claude Debussy år 1910, kort efter att han publicerat Préludes, Bok 1. Stycket spelades för första gången vid New Carlton Hotel i Paris, där det transkriberades för stråkinstrument och framfördes av den populära romska violinisten Léoni, som verket var skrivet till och som fick manuskriptet av Debussy.
Debussy arrangerade stycket för en liten orkester (flöjt, klarinett, piano, tsymbaly och stråkinstrument) som publicerades år 1912.